# العلاقات الجزائرية البليزية
العلاقات الجزائرية البليزية هي العلاقات الثنائية التي تجمع بين الجزائر وبليز.

## مقارنة بين البلدين
هذه مقارنة عامة ومرجعية للدولتين:
| وجه المقارنة                                              | الجزائر                      | بليز         |
| --------------------------------------------------------- | ---------------------------- | ------------ |
| المساحة (كم2)                                             | 2.38 مليون                   | 22.97 ألف    |
| عدد السكان (نسمة)                                         | 38.81 مليون                  | 374.68 ألف   |
| الكثافة السكانية (ن./كم²)                                 | 16.31                        | 16.31        |
| العاصمة                                                   | الجزائر                      | بلموبان      |
| اللغة الرسمية                                             | اللغة العربية، لغات أمازيغية | لغة إنجليزية |
| العملة                                                    | دينار جزائري                 | دولار بليزي  |
| الناتج المحلي الإجمالي (بليون دولار)                      | 170.37 مليار                 | 1.84 مليار   |
| الناتج المحلي الإجمالي (تعادل القوة الشرائية) بليون دولار | 582.63 مليار                 | 3.05 مليار   |
| الناتج المحلي الإجمالي الاسمي للفرد دولار أمريكي          | 4.21 ألف                     | 4.88 ألف     |
| الناتج المحلي الإجمالي للفرد دولار أمريكي                 | 14.19 ألف                    | 8.42 ألف     |
| مؤشر التنمية البشرية                                      | 0.745                        | 0.715        |
| رمز المكالمات الدولي                                      | +213                         | +501         |
| رمز الإنترنت                                              | .dz                          | .bz          |
| المنطقة الزمنية                                           | ت ع م+01:00                  | 00           |

## منظمات دولية مشتركة
يشترك البلدان في عضوية مجموعة من المنظمات الدولية، منها:
| علم المنظمة | اسم المنظمة                        | تاريخ انضمام الجزائر | تاريخ انضمام بليز |
| ----------- | ---------------------------------- | -------------------- | ----------------- |
|             | مؤسسة التنمية الدولية              | 26 سبتمبر 1963       | 19 مارس 1982      |
|             | يونسكو                             | 15 أكتوبر 1962       | 10 مايو 1982      |
|             | وكالة ضمان الاستثمار متعدد الأطراف | 4 يونيو 1996         | 29 يونيو 1992     |
|             | الأمم المتحدة                      | 8 أكتوبر 1962        | 25 سبتمبر 1981    |
|             | الفريق المعني برصد الأرض           | 2005                 | ?                 |
|             | الاتحاد البريدي العالمي            | ?                    | ?                 |
|             | البنك الدولي للإنشاء والتعمير      | 26 سبتمبر 1963       | 19 مارس 1982      |
|             | الاتحاد الدولي للاتصالات           | 3 مايو 1963          | 16 ديسمبر 1981    |
|             | منظمة حظر الأسلحة الكيميائية       | ?                    | ?                 |
|             | مؤسسة التمويل الدولية              | 23 سبتمبر 1990       | 19 مارس 1982      |
|             | منظمة التجارة العالمية             | ?                    | ?                 |
|             | منظمة الشرطة الجنائية الدولية      | ?                    | ?                 |

## وصلات خارجية
- موقع وزارة الخارجية الجزائرية
- موقع وزارة الخارجية البليزية